# E (kana)
En l'escriptura japonesa,, els caràcters え (hiragana) i エ (katakana) ocupen el quart lloc en el sistema modern d'ordenació alfabètica gojūon (五十音), entre l'う i l'お; i el 34è en el poema iroha, entre こ i て.
A la taula de l'ordre gojūon (per columnes, i de dreta a esquerra), es troba en la primera columna (あ行, columna «a») i la quarta fila a la qual dona el nom: え段, fila «e»).

La taula gojūon

El caràcter え prové del kanji 衣, mentre que エ prové de 江.
L'antic caràcter ゑ (we), així com moltes aparicions del caràcter へ (he) en posició no inicial han estat substituïts en el japonès modern per え. La partícula de direcció へ es pronuncia "e", però no s'escriu え.
Es fa servir un caràcter de menors dimensions, ぇ, ェ; per a la formació de nous sons que no existeixen en el japonès tradicional, com ヴェ (ve).

## Romanització
Segons els sistemes de romanització Hepburn, Kunrei-shiki i Nihon-shiki, え, エ es romanitzen com a «e».

## Escriptura
|  | El caràcter え s'escriu amb dos traços: 1. Curt traç diagonal cap avall a la dreta. 2. Traç compost per una línia horitzontal, una diagonal cap avall a l'esquerra i una corba que s'assembla a la línia de sobre la ñ castellana o l'õ portuguesa (~) |
|  | El caràcter エ s'escriu amb tres traços: 1. Traç horitzontal d'esquerra a dreta. 2. Traç vertical de dalt a baix que enceta en el punt central del primer traç. 3. Traç horitzontal paral·lel al primer i que toca al segon.                           |

## Altres escriptures
| え o エ en braille japonès   | え o エ en braille japonès                                 |
| ---------------------------- | ---------------------------------------------------------- |
| え / エ e                    | えい / エー ē/ei                                           |
| ⠋ (braille pattern dots-124) | ⠋ (braille pattern dots-124) · ⠒ (braille pattern dots-25) |

- Alfabet fonètic: 「英語のエ」 (la e de eigo, on eigo és l'anglès)
- Codi Morse: －・－－－